# Front Nacional de Catalunya (2013)
|  | Aquest article tracta sobre el partit actual. Vegeu-ne altres significats a «Front Nacional de Catalunya». |

El Front Nacional de Catalunya (FNC) és un partit polític català d'extrema dreta, identitari i independentista, presentat públicament el 2013. Els seus principals eixos ideològics són potenciar el catalanisme i restringir les polítiques d'immigració, i se'l vincula sovint amb actituds xenòfobes.

## Història

### Registre
Josep Manel Carmona Ortiz, Bonaventura Niubò, Jordi Casacuberta i Pérez i Xavier Andreu van registrar el partit el 18 de novembre de 1999, amb el mateix nom que l'històric partit polític antifranquista Front Nacional de Catalunya, dissolt el 1990. Xavier Andreu, propietari d'una botiga d'antigalles militars, havia estat militant de l'organització neonazi Cercle Espanyol d'Amics d'Europa als anys 1980. A inicis dels anys 1990 va passar a Estat Català, on va conèixer Jordi Casacuberta. Va ser també llavors quan les joventuts d'Estat Català van patir una infiltració de skinheads neonazis catalanistes provinents dels Boixos Nois. Estat Català va expulsar aquest sector ultradretà el 1999. Aleshores, Jordi Casacuberta i Xavier Andreu van registrar el partit amb el mateix nom que l'antic Front Nacional de Catalunya.
Malgrat això, finalment no utilitzarien aquest nom per evitar ser associats amb el Front Nacional francès i el 2000 crearien el partit Unitat Nacional Catalana (UNC), amb Xavier Andreu de president. Un dels símbols d'UNC era el número «33», amb el significat del lema «Catalunya Catalana», ja que la tercera lletra de l'alfabet és la «c». UNC també utilitzava altres lemes com «Parla català o emigra» i «Prou immigració». UNC es va dissoldre el 2014.

### Presentació
L'octubre del 2013 Jordi Casacuberta i Pérez va presentar públicament el partit, de nou amb el mateix nom que el Front Nacional de Catalunya, dissolt el 1990. Ho va fer juntament amb Pere Soler, Miquel Àngel Rodríguez i Moisès Font. Pere Soler i Miquel Àngel Rodríguez havien estat militants d'Unió Democràtica de Catalunya, i Moisès Font havia estat regidor de Plataforma per Catalunya (PxC) a Olot i president territorial de PxC a la demarcació de Girona.
Davant d'això, antics militants del FNC original van fer un comunicat afirmant que s'havien dissolt el 1990, i que s'havia aprovat a l'última assemblea general que cap militant faria servir les sigles en un futur i que la ideologia del nou FNC s'allunyava del progressisme que defensava el FNC original. Després d'això, el 27 de juny de 2014, Jordi Casacuberta i Pere Soler van tornar a presentar el partit amb el nom de Bloc Democràtic Nacional a Girona. Es definien com socialconservadors i republicans.
Pretenien presentar desenes de candidatures a les eleccions municipals de 2015, cosa que finalment no van fer, i van afirmar que no participarien en eleccions al Parlament de Catalunya, abans de la independència, a fi de no dividir el vot.

### Eleccions municipals de 2019
A les eleccions municipals del 2019 va presentar una candidatura a Ripoll, novament amb el mateix nom que el Front Nacional de Catalunya, dissolt el 1990. La cap de llista va ser Sílvia Orriols, que en va ser la primera regidora del FNC entre el 2019 i el 2020. En segon lloc, hi anava Fina Guix, qui havia estat regidora per Convergència i Unió (CiU) a l'anterior legislatura. Alternativa per Ripoll, Esquerra Republicana de Catalunya, Junts per Catalunya i el Partit dels Socialistes de Catalunya van comprometre's a no pactar ni treballar amb les altres dues candidatures, FNC i Som Catalans, perquè consideraren que eren formacions racistes, fet que el FNC va negar. Van obtenir 503 vots (un 9,44%) i la cap de llista va sortir elegida regidora.
El 2020, Sílvia Orriols i la resta de la secció ripollesa van abandonar el partit per discrepàncies amb l'executiva. Consideraven que la direcció del FNC tenia una posició massa moderada sobre qüestions nacionals i immigratòries. Els escindits no van inscriure's a cap partit ni en van crear cap altre. Sílvia Orriols va mantenir l'acta de regidora, de manera que el FNC es va quedar sense representació.

### Eleccions al Parlament de Catalunya de 2021
El FNC va decidir presentar-se a les eleccions al Parlament de Catalunya de 2021. Com a partit polític extraparlamentari va haver de recollir avals per poder-s'hi presentar. Malgrat no aconseguir-los en el termini establert, ja que la Junta Electoral Central els en va anul·lar 500 de la circumscripció de Barcelona, posteriorment van presentar un recurs amb més signatures i finalment van poder presentar-s'hi. El cap de llista per Barcelona va ser Albert Pont i el número dos Jaume Nolla. Van aconseguir 4.976 vots (un 0,18%) i cap escó.
Entre els membres de la candidatura hi havia diversos neonazis, identitaris i xenòfobs. Per exemple, a la llista hi havia 25 membres de Renaixença Nacional Catalana (RNCat), un partit ultradretà impulsat pel Moviment Identitari Català (MIC) que demana l'expulsió dels espanyols i els musulmans de Catalunya. Concretament, la número 10 per Girona era Montserrat Fontanet, que va donar d'alta RNCat al registre de partits, juntament amb David Lloret (provinent d'UNC) i Oriol Edo. El número 2 per Lleida era Alfonso Pérez Solera, administrador del grup de Facebook de RNCat, que havia penjat mems contra el «multiculturalisme» i la «islamització» a Facebook on també tenia una imatge del grup supremacista blanc finès Soldiers of Odin. La número 5 per Barcelona va ser Rosa Maria Canela, també vinculada a RNCat. La número 53 per Barcelona va ser Mireya Gutiérrez, propera al MIC en alguns moments i impulsora del col·lectiu ultradretà i identitari Defensa Catalunya, contrari a l'acollida d'immigrants.
A la llista també hi havia membres d'Identitat Catalana (IdCat), un partit que es va presentar a les eleccions municipals de 2011 a l'Hospitalet de Llobregat sense obtenir-hi representació. Aquesta formació utilitzava lemes com «Recatalanitzem l'Hospitalet», «Ni islam ni Espanya» o «Heribert Barrera tenia raó». El fundador i president d'IdCat era Xavier Pinell, que anava de número 74 per Barcelona a la llista del FNC. Al seu Facebook tenia imatges i publicacions ultradretanes i islamòfobes com la bandera de guerra del Tercer Reich, emblemes d'organitzacions supremacistes blanques estatunidenques com els Proud Boys i els Three Percenters i símbols neofeixistes com la creu solar i la creu cèltica. Un altre membre d'IdCat al FNC era Juli Nebot, que havia estat el número 13 d'IdCat i va ser el número 42 del FNC per Barcelona.
Finalment, també hi havia candidats provinents d'altres partits. Per exemple, el número 25 per Barcelona era Salvador Bonada, exmilitant de Demòcrates de Catalunya que va ser polèmica durant les Primàries de Barcelona a les eleccions municipals de 2019 a Barcelona pels seus tweets misògins i islamòfobs. El número 29 per Barcelona va ser Ramon Reixach, exregidor de CiU a Mataró entre el 2007 i el 2011 i que havia participat en el blog ultracatòlic i espanyolista Germinans Germinabit. La número 15 per Girona va ser Sandra Prats, que abans d'anar amb el FNC demanava el vot per Vox i elogiava Francisco Franco.

### Eleccions municipals de 2023
A les eleccions municipals de 2023 el FNC va presentar un total de nou llistes. Sergi Perramón, antic membre de la JNC i actual secretari general del Cercle Català de Negocis, i Maria Àngels Curtichs van aconseguir l'acta de regidors a Manresa, i al municipi de la Masó, amb una candidatura encapçalada per l'exregidor de Junts Albert Camps, va obtenir la majoria absoluta. En total, el FNC va recollir 3.529 vots arreu de Catalunya.

### Eleccions al Parlament de Catalunya de 2024
A les eleccions al Parlament de Catalunya de 2024 es presenta a Barcelona, Tarragona i Lleida, presentant Jordi Casacuberta i Pérez, el secretari general de l'organització, com a cap de llista.

## Resultats electorals
| \| Municipi \| Comarca \| Alcaldable \| Vots \| % \| Regidors[a] \| Govern \| \| -------- \| -------- \| -------------------- \| ---- \| --- \| ----------- \| -------- \| \| Ripoll \| Ripollès \| Sílvia Orriols Serra \| 503 \| 9,4 \| 1 / 17 \| Oposició \| |          |                      |      |     |          |          |
| Municipi | Comarca  | Alcaldable           | Vots | %   | Regidors | Govern   |
| Ripoll | Ripollès | Sílvia Orriols Serra | 503  | 9,4 | 1 / 17   | Oposició |

| Municipi | Comarca  | Alcaldable           | Vots | %   | Regidors | Govern   |
| -------- | -------- | -------------------- | ---- | --- | -------- | -------- |
| Ripoll   | Ripollès | Sílvia Orriols Serra | 503  | 9,4 | 1 / 17   | Oposició |

| \| Municipi \| Comarca \| Alcaldable \| Vots \| % \| Regidors[b] \| Govern \| \| -------------------------------------- \| ----------------- \| ----------------------------- \| ----- \| ---- \| ----------- \| -------- \| \| La Masó \| Alt Camp \| Albert Camps Banús[33] \| 91 \| 54,5 \| 4 / 7 \| Govern \| \| Llimiana \| Pallars Jussà \| Josep Roqué Forcada \| 11 \| 12,6 \| 0 / 5 \| - \| \| Manresa \| Bages \| Sergi Perramon i Subirana[34] \| 1.618 \| 6,5 \| 2 / 25 \| Oposició \| \| EMD Bescaran (les Valls de Valira) \| Alt Urgell \| Laura Martín Bascuñana[35] \| 24 \| 6,1 \| 0 / 2 \| - \| \| EMD Valldoreix (Sant Cugat del Vallès) \| Vallès Occidental \| Arnau Prats Gil[36] \| 46 \| 1,4 \| 0 / 8 \| - \| \| Valls \| Alt Camp \| Alexandra Garrido Canet[33] \| 92 \| 1,0 \| 0 / 21 \| - \| \| Mataró \| Maresme \| Maria Mercè Cases Emilio[37] \| 245 \| 0,5 \| 0 / 27 \| - \| \| Sant Cugat del Vallès \| Vallès Occidental \| Lluís Fernández Alà[36] \| 206 \| 0,5 \| 0 / 25 \| - \| \| Girona \| Gironès \| Mercè Costa Viñas[38] \| 158 \| 0,5 \| 0 / 27 \| - \| \| Badalona \| Barcelonès \| Marisa Cañadas Lopez[39] \| 178 \| 0,2 \| 0 / 27 \| - \| \| Barcelona \| Barcelonès \| Martí Naval i Barceló[39] \| 930 \| 0,1 \| 0 / 41 \| - \| |                   |                           |       |      |          |          |
| Municipi | Comarca           | Alcaldable                | Vots  | %    | Regidors | Govern   |
| La Masó | Alt Camp          | Albert Camps Banús        | 91    | 54,5 | 4 / 7    | Govern   |
| Llimiana | Pallars Jussà     | Josep Roqué Forcada       | 11    | 12,6 | 0 / 5    | -        |
| Manresa | Bages             | Sergi Perramon i Subirana | 1.618 | 6,5  | 2 / 25   | Oposició |
| EMD Bescaran (les Valls de Valira) | Alt Urgell        | Laura Martín Bascuñana    | 24    | 6,1  | 0 / 2    | -        |
| EMD Valldoreix (Sant Cugat del Vallès) | Vallès Occidental | Arnau Prats Gil           | 46    | 1,4  | 0 / 8    | -        |
| Valls | Alt Camp          | Alexandra Garrido Canet   | 92    | 1,0  | 0 / 21   | -        |
| Mataró | Maresme           | Maria Mercè Cases Emilio  | 245   | 0,5  | 0 / 27   | -        |
| Sant Cugat del Vallès | Vallès Occidental | Lluís Fernández Alà       | 206   | 0,5  | 0 / 25   | -        |
| Girona | Gironès           | Mercè Costa Viñas         | 158   | 0,5  | 0 / 27   | -        |
| Badalona | Barcelonès        | Marisa Cañadas Lopez      | 178   | 0,2  | 0 / 27   | -        |
| Barcelona | Barcelonès        | Martí Naval i Barceló     | 930   | 0,1  | 0 / 41   | -        |

| Municipi                               | Comarca           | Alcaldable                | Vots  | %    | Regidors | Govern   |
| -------------------------------------- | ----------------- | ------------------------- | ----- | ---- | -------- | -------- |
| La Masó                                | Alt Camp          | Albert Camps Banús        | 91    | 54,5 | 4 / 7    | Govern   |
| Llimiana                               | Pallars Jussà     | Josep Roqué Forcada       | 11    | 12,6 | 0 / 5    | -        |
| Manresa                                | Bages             | Sergi Perramon i Subirana | 1.618 | 6,5  | 2 / 25   | Oposició |
| EMD Bescaran (les Valls de Valira)     | Alt Urgell        | Laura Martín Bascuñana    | 24    | 6,1  | 0 / 2    | -        |
| EMD Valldoreix (Sant Cugat del Vallès) | Vallès Occidental | Arnau Prats Gil           | 46    | 1,4  | 0 / 8    | -        |
| Valls                                  | Alt Camp          | Alexandra Garrido Canet   | 92    | 1,0  | 0 / 21   | -        |
| Mataró                                 | Maresme           | Maria Mercè Cases Emilio  | 245   | 0,5  | 0 / 27   | -        |
| Sant Cugat del Vallès                  | Vallès Occidental | Lluís Fernández Alà       | 206   | 0,5  | 0 / 25   | -        |
| Girona                                 | Gironès           | Mercè Costa Viñas         | 158   | 0,5  | 0 / 27   | -        |
| Badalona                               | Barcelonès        | Marisa Cañadas Lopez      | 178   | 0,2  | 0 / 27   | -        |
| Barcelona                              | Barcelonès        | Martí Naval i Barceló     | 930   | 0,1  | 0 / 41   | -        |

| Any  | Vots  | %    | Diputats | Fonts  |
| ---- | ----- | ---- | -------- | ------ |
| 2021 | 4.976 | 0,18 | 0 / 135  | [ 28 ] |
| 2024 | 264   | 0,01 | 0 / 135  | [ 41 ] |